# ضريح قلزييف
ضريح قلزييف (الأذرية: Kələzeyvə türbəsi) هو معلم تاريخي ومعماري يقع في قرية قلزييف في مقاطعة إسماعيلي. بسبب وجود مقبرة قديمة وضريح في قرية قلزييف، فقد استخدم سكان المناطق المحيطة الموقع للدفن.

## خلفية
يتضح من النقش الموجود على الحائط على الجانب الأيسر من مدخل الضريح أن النصب التذكاري بُني في النصف الأول من القرن التاسع عشر على قبور أفراد عائلة مصطفى خان الشرواني.
الميزة الرئيسة لعمارة القبر الذي يبلغ ارتفاعه حوالي 6 أمتار هي الجودة العالية للمبنى. يكرر الأسلوب نفس هندسة المقابر المتضمنة في مجمع مقابر القباب السبعة في حل الحجم الداخلي للمقبرة المثمنة. هنا، تم الانتقال من القاعدة المثمنة إلى القبة الداخلية عن طريق زوايا صغيرة تشبه الزوايا الزخرفية للطبقة الثانية، وهو فن إسلامي فارسي في العمارة.
أقواس كل من الكوة الداخلية والمدخل هي على شكل سهم. وتنعكس التفاصيل الأخرى للمقبرة، وملامح الحافة والتسوكول، وإطارات الأقواس والتفاصيل الأخرى، الأشكال الجديدة التي أُنشئَت نتيجة للسيطرة الروسية على القوقاز بعد هزيمتهم للصفويين.